# Chutipol Thongthae
Chutipol Thongthae (Thai: ชุติพนธ์ ทองแท้; * 23. Januar 1991 in Samut Prakan) ist ein thailändischer Fußballspieler.

## Karriere

### Verein
Das Fußballspielen erlernte Chutipol Thongthae auf der Watratburana School, der Rajdamnern Commercial School sowie in der Academy von Buriram United. Seinen ersten Vertrag unterschrieb er 2011 bei Buriram PEA. 2011 wurde er an den Zweitligisten Songkhla United FC ausgeliehen. Zum Ligakonkurrenten BBCU FC nach Bangkok wechselte er im Jahr 2013. Hier absolvierte er in der Hinserie 13 Spiele. Zur Rückserie wechselte er nach Ratchaburi zum dort beheimateten Ratchaburi Mitr Phol, einem Verein, der in der ersten Liga des Landes, der Thai Premier League, spielte. Mit Ratchaburi gewann er 2016 den FA Cup. Für Ratchaburi stand er 171 Mal auf dem Platz. Mitte 2019 wechselte er zum Ligakonkurrenten Suphanburi FC nach Suphanburi. Bis Mitte 2020 stand er 16-mal für Suphanburi auf dem Spielfeld. Anfang Juli 2020 unterschrieb er einen Vertrag beim ebenfalls in der ersten Liga spielenden PT Prachuap FC. Für den Verein aus Prachuap stand er 23-mal in der ersten Liga auf dem Spielfeld. Im August 2021 kehrte er zu seinem ehemaligen Verein Buriram United zurück. Am Ende der Saison 2021/22 feierte er mit Buriram die thailändische Meisterschaft. Am 22. Mai 2022 stand er mit Buriram im Finale des FA Cup. Hier besiegte man den Erstligisten Nakhon Ratchasima FC nach Verlängerung mit 1:0. Eine Woche später stand er mit dem Verein im Finale des Thai League Cup, wo man den Erstligisten PT Prachuap FC mit 4:0 besiegte. Zu Beginn der Rückrunde 2022/23 wechselte er im Dezember auf Leihbasis zu seinem ehemaligen Verein PT Prachuap. Hier bestritt er bis Saisonende 14 Ligaspiele. Im Sommer 2023 wurde er vom PT Prachuap FC fest unter Vertrag genommen.

### Nationalmannschaft
2013 spielte er sechs Mal für die thailändische U-23-Nationalmannschaft, wobei er zwei Tore erzielte. Seit 2017 spielte er einmal für thailändische Nationalmannschaft. Sein Debüt in der Nationalmannschaft gab er am 6. Juni 2017 in einem Freundschaftsspiel gegen Usbekistan.

## Erfolge

### Verein
Ratchaburi Mitr Phol
- Thailändischer Pokalsieger: 2016

Buriram United
- Thailändischer Meister: 2021/22
- Thailändischer Pokalsieger: 2021/22
- Thailändischer Ligapokalsieger:  2021/22

### Nationalmannschaft
Thailand U23
- Sea Games: 2013

Thailand
- Kings Cup: 2017